# Национальный музей Камбоджи
Национальный музей Камбоджи (សារមន្ទីរជាតិ)) — наименование музея, находящегося в городе Пномпень, Камбоджа. Крупнейший музей страны. Находится в центральной части города на улице 13 на севере от Королевского дворца и на западе от площади Veal Preah Man. Вход в музей располагается на перекрёстке улиц 13 и 178. Музей управляется Министерством культуры и искусства. Около западной части музея находится Королевский институт изобразительных искусств.
В музее находится одна из самых больших коллекций кхмерского искусства, в том числе скульптурные, керамические, бронзовые и этнографические экспонаты. Собрание музея включает более 14 тысяч предметов от доисторического и до современного времени.

## История
Строительство музея было начато по инициативе историка и любителя кхмерского искусства Георга Грослера (1887—1945). Здания музея строились по проекту Георга Грослера в период с 1917 по 1924 год. Первый камень в фундамент музея был заложен 15 августа 1917 года. Официальное открытие музея состоялось в 1920 году в канун камбоджийского Нового года в присутствии короля Сисовата I, французского губернатора Франсуа-Мариус Бодуэна, директора и хранителя музея Джорджа Грослера. Оригинальные здания были немного изменены во время расширения музейной площади в 1924 году. В это время были добавлены крылья на восточной фасада музея. До 1951 года музей находился под контролем французских колониальных властей. После обретения независимости в 1953 году музей стал предметом двухсторонних соглашений между Францией и Камбоджой. С 1966 года директором музей стал первый кхмер Чеа Тэй Сенг, который в это же время был назначен деканом Королевского института изобразительных искусств. В 1968 году проводилась реконструкция музейных зданий.
Во время режима красных кхмеров (1975—1979) музей был закрыт. Сотрудники музея были репрессированы. После красных кхмеров здания музея находились в аварийном состоянии, а территория музея заросла растительностью. Многие музейные экспонаты были разрушены либо украдены. 13 апреля 1979 года музей был вновь открыт для публичного посещения.

Вместе с археологическим отделом и соседним Королевским институтом изобразительных искусств музей является одним из важных центров камбоджийской культуры. Музей исполняет также религиозную функцию — его многочисленные скульптуры являются объектом поклонения местных буддистов и индуистов. Под эгидой правительственного Департамента камбоджийских музеев Национальный музей Камбоджи управляет остальными государственными музеями страны. Деятельность музея направлена на сохранение и приобретение материальных предметов камбоджийского искусства и истории. Администрация музея регулирует экспорт предметов камбоджийского искусства и занимается его репатриацией.

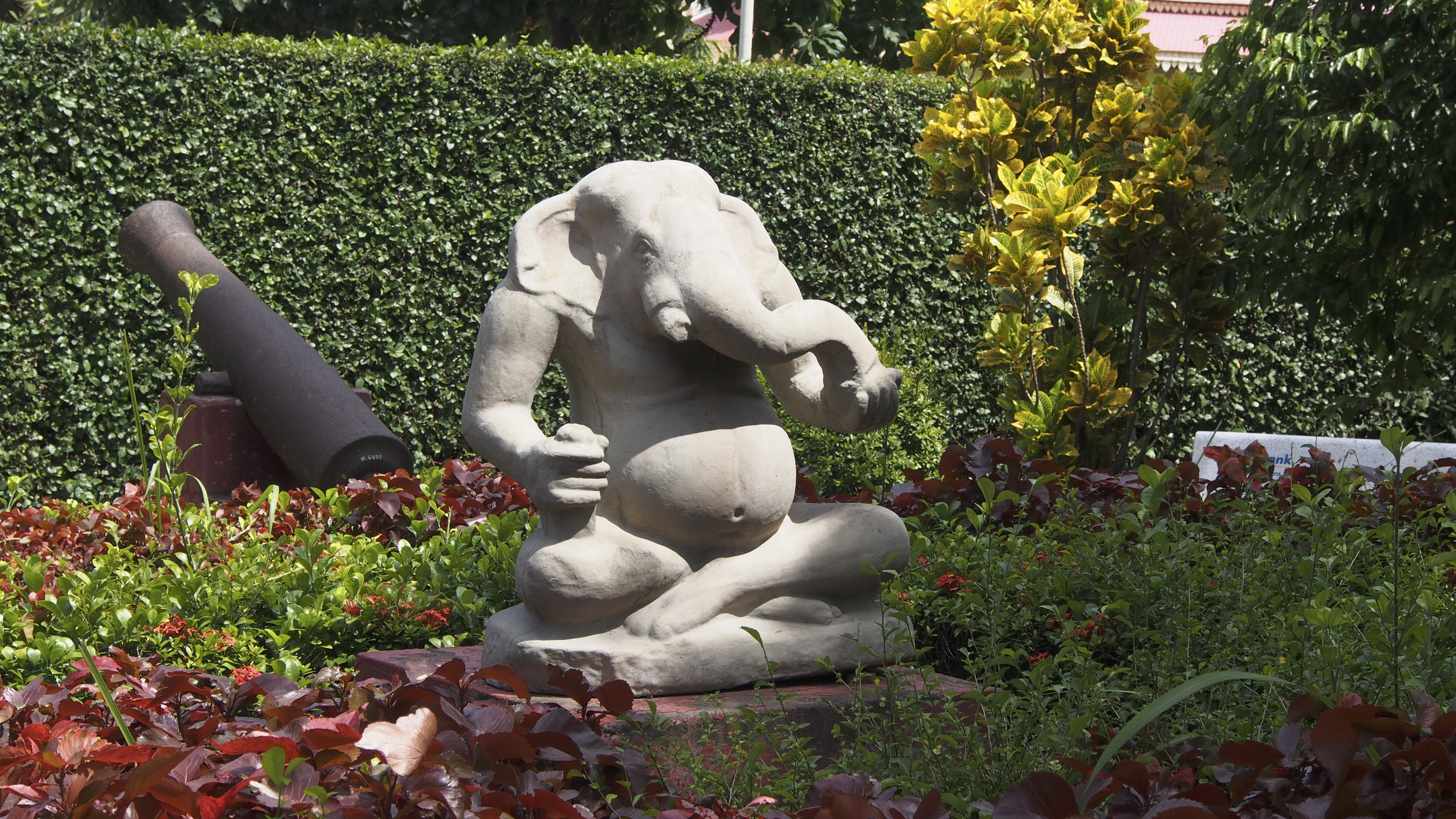
Каменная статуя Ганеши в саду
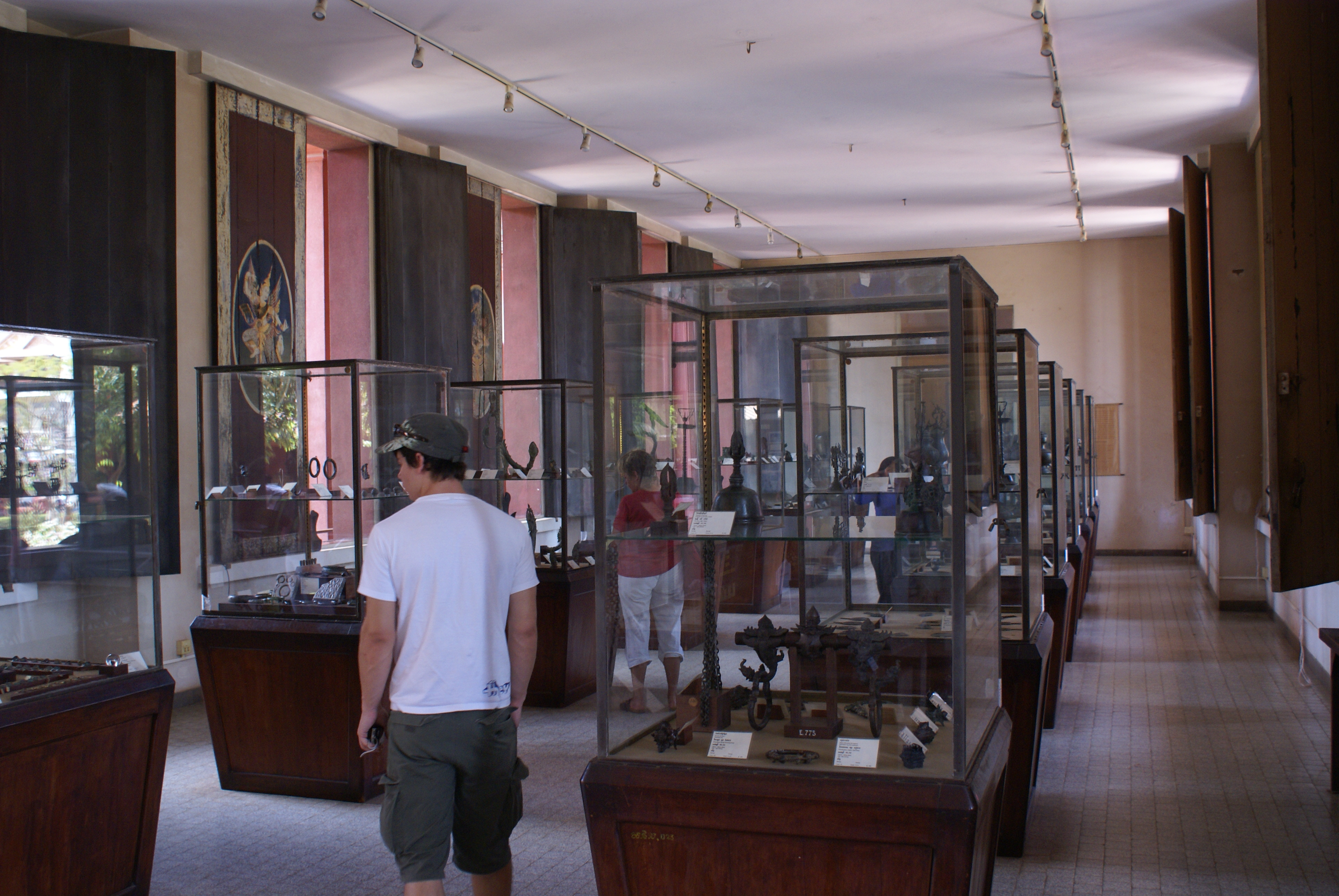
Музейная экспозиция
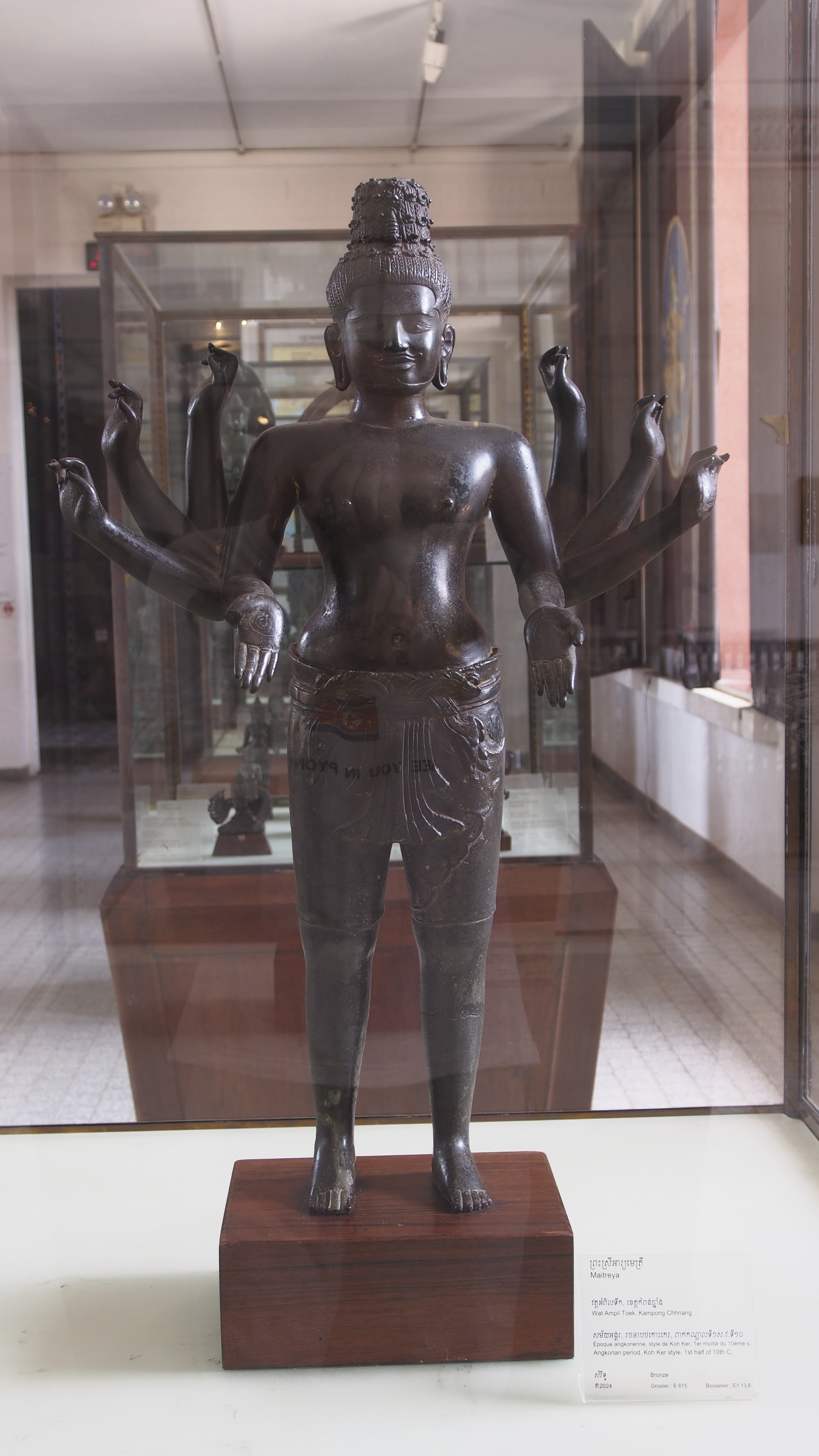
Бронзовая статуя в стиле кохкер (первая пол. X века). Ангкорская эпоха
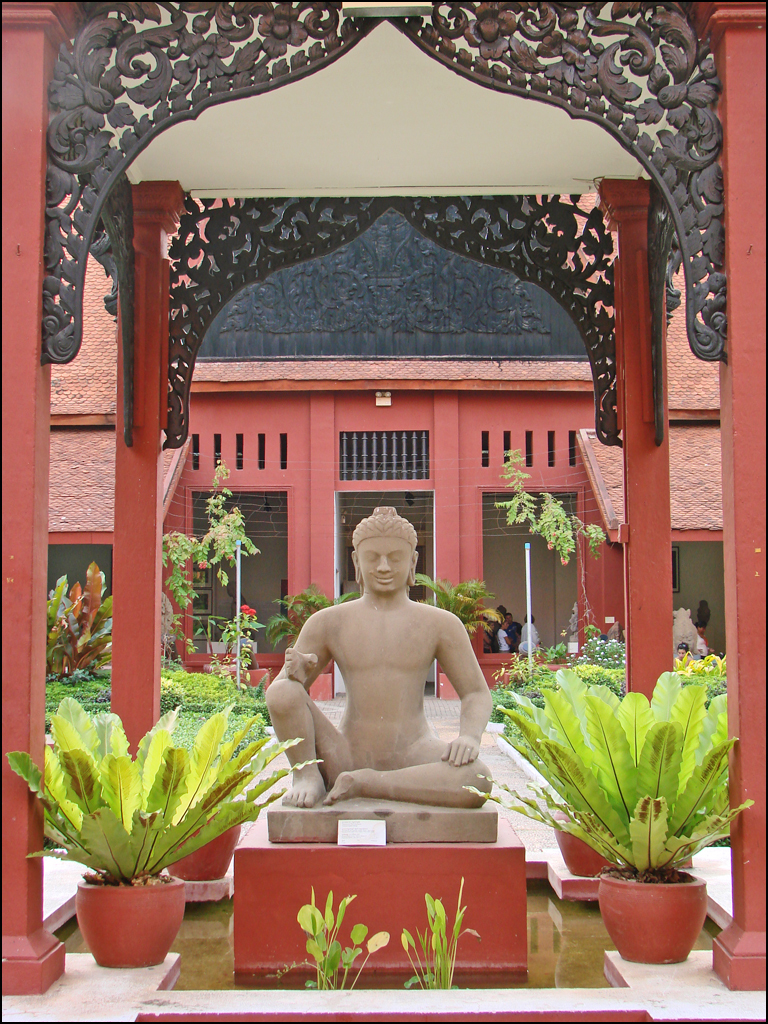
Статуя Прокажённого короля